# تائیستو ریمالوتو
تائیستو ریمالوتو (فنلاندی: Taisto Reimaluoto؛ زادهٔ ۲۸ سپتامبر ۱۹۶۱) بازیگر اهل فنلاند است.
از فیلم‌هایی که وی در آن نقش داشته‌است، می‌توان به کمین و ناخن‌گیر سگ اشاره کرد.